# Décès en 951
Décès
- 947
- 948
- 949
- 950
- 951
- 952
- 953
- 954
- 955

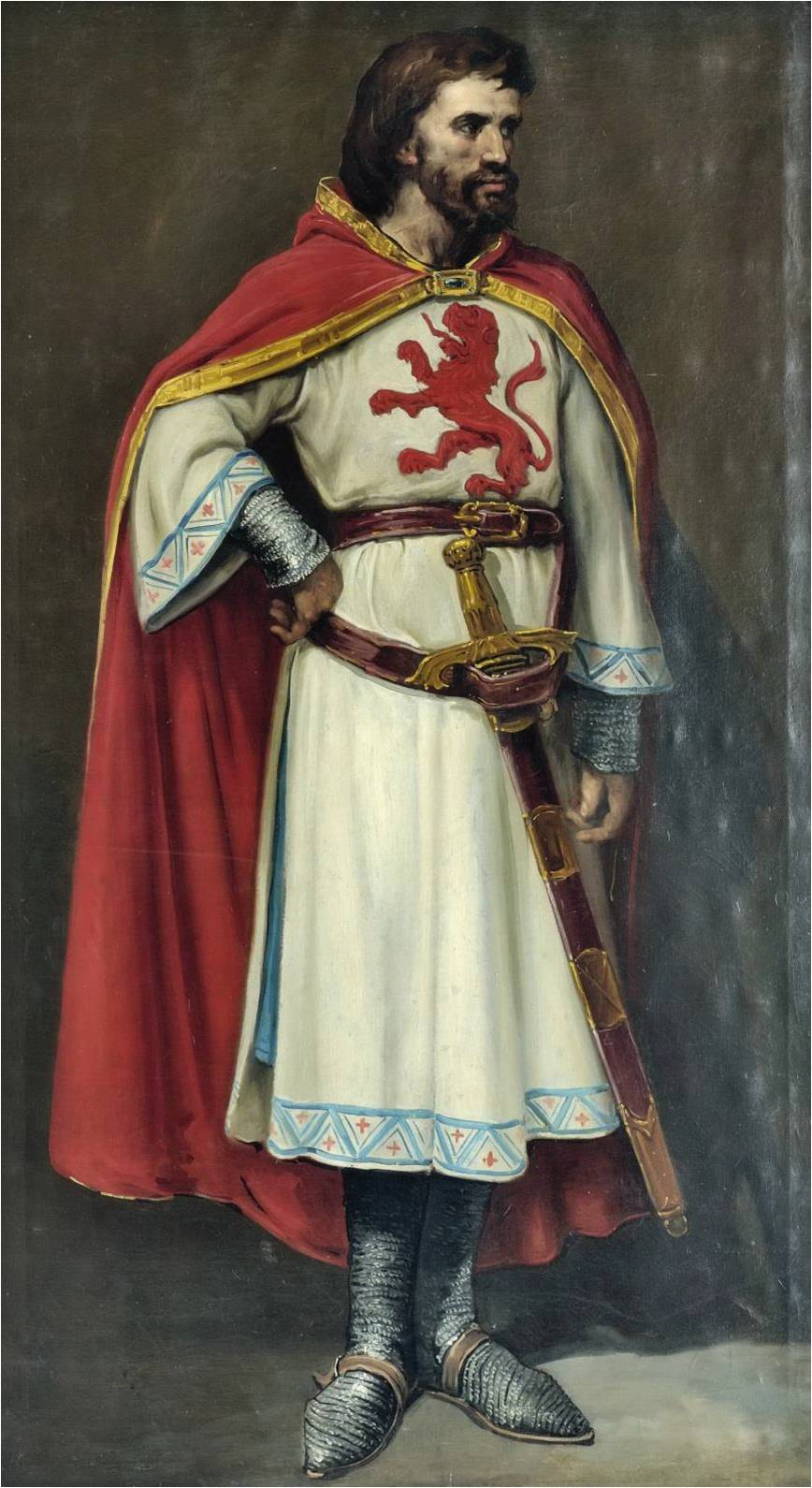
Ramire II de León, mort en 951

Cette page dresse une liste de personnalités mortes au cours de l'année 951 :
- 5 janvier : Ramire II de León, roi de León.
- mars : Minamoto no Hitoshi, poète et bureaucrate japonais du milieu de l'époque de Heian.
- 7 octobre : Liao Shizong, troisième empereur de la dynastie Liao.

- Abas d'Arménie, roi d'Arménie.
- Al-Qahir, calife abbasside à la suite d'un coup d'État.
- Ichkanik d'Héréthie, ou Ichkhan Smbatichvili, roi d'Héréthie.
- Cennétig mac Lorcáin, roi irlandais

## Crédit d'auteurs
- Cet article est partiellement ou en totalité issu de l'article intitulé « 951 » (voir la liste des auteurs).